# Nikola Bulatović
Nikola Bulatović, En serbio:Николa Булaтовић fue un jugador de baloncesto montenegrino nacido el 28 de agosto de 1971, en Podgorica, RFS Yugoslavia. Con 2.10 de estatura, jugaba en la posición de pívot. Consiguió 2 medallas en competiciones internacionales con Yugoslavia.

## Equipos
- 1994-1995 Partizan de Belgrado
- 1995-1998 FMP Železnik
- 1998-2000 Budućnost Podgorica
- 2000-2001 Partizan de Belgrado
- 2001-2002 Mens Sana Siena
- 2002-2003 Hapoel Tel Aviv
- 2003-2004 Azovmash Mariupol
- 2004-2005 CSU Asesoft Ploieşti
- 2005-2006 AEL Limassol
- 2006-2007 KK Igokea
- 2006-2007 KK Beovuk 72

## Palmarés
- Liga de Yugoslavia: 3

KK Partizan: 1994-95
Budućnost Podgorica: 1998-99, 1999-2000
- Copa de Yugoslavia: 2

KK Partizan: 1995
FMP Železnik: 1997
- Copa de Bosnia-Herzegovina: 1

Igokea Partizan: 2007
- Recopa: 1

Mens Sana Siena: 2001-02
- FIBA Europe Cup: 1

Asesoft Ploieşti: 2004-05